# Autohaus-Gruppe Senger
Die Autohaus-Gruppe Senger ist eine Automobilhandelsgruppe mit Sitz in Rheine im Kreis Steinfurt. Die Gruppe besteht aus der Egon Senger Group SE und der Ulrich Senger Group SE. Egon Senger betreibt Autohäuser für die Marken Mercedes-Benz, AMG, Smart, BYD, DAF-Trucks, Iveco und FUSO. Ulrich Senger vertritt die Marken Volkswagen, VW Nutzfahrzeuge, Audi, Ŝkoda, Seat, Cupra und Porsche. Beide Konzerne sind gesellschaftsrechtlich nicht miteinander verbunden, besitzen aber mit den Geschwistern Stefanie Senger und Jörg Senger identische Eigentümer.

## Geschichte
Im Jahr 1953 gründete Egon Senger eine Daimler-Benz-Vertragswerkstatt in Rheine. Somit lag das Kerngeschäft in der Wartung und Instandhaltung der Mercedes-Benz-Fahrzeuge. Ab 1958 vertrat die Firma Egon Senger die Daimler-Benz AG und die Auto Union GmbH und vertreibt seit diesem Tag auch Fahrzeuge an seine Kunden. Um das Geschäft effektiver zu führen, wurden in den Jahren 1968 die Tochterfirma Perkute für Werkstattausrüstungen und 1982 die Firma Autop für Werkstattsysteme gegründet.
Ab 1978 begann die Ausweitung des Markenportfolios. So wurde in diesem Jahr ein Porsche-Händlervertrag mit dem Autohaus Stadtberg geschlossen. 1990 wurde die Marke Seat in das Markenportfolio aufgenommen. 1992 wurde in Weißenfels in Sachsen-Anhalt die Senger Automobile GmbH als Mercedes-Benz-Vertretung für Pkw und Lkw gegründet. In den folgenden Jahren folgten weitere Mercedes-Benz-Vertretungen in Naumburg, Lingen, Meppen und Haselünne. Im Jahr 2000 fusionierte die Senger Automobile GmbH mit Neils & Kraft zur Senger-Kraft GmbH & Co. KG und weitete so den Vertrieb auf die Städte Weimar, Apolda und Sömmerda aus. In diesem Jahr wurde auch das Markenportfolio des VW-Konzerns mit der Übernahme des Autohauses König in Emsdetten erweitert.
2003 übernahm Senger die Mercedes-Benz-Vertragswerkstatt in Erfurt. Ein Jahr später wurde in Wietmarschen/Lohne ein Mercedes-Benz-Center eröffnet und das Autohaus Hirsch in Dortmund durch Senger übernommen. 2005 übernahm die Senger-Kraft GmbH & Co. KG das Autohaus Gröteke. Im Jahr 2006 übernahm Senger ein weiteres Mercedes-Benz-Autohaus im Ruhrgebiet (Werne) und das Audi-Zentrum Emsland in Lingen. Im folgenden Jahr wurden weitere Betriebe in die Senger-Kraft GmbH & Co. KG integriert. Zudem wurde das Portfolio um die Marke DAF erweitert. Senger erwarb die Mehrheitsanteile am DAF-Zentrum in Großbeeren. 2008 wurde in Rheine das Škoda-Autohaus Brinkmann übernommen und somit das Portfolio erweitert.
2009 wurde ein zentrales Verwaltungsgebäude für alle Autohäuser in Rheine eröffnet. 2012 und 2013 wurden einige der zuvor erworbenen Autohäuser modernisiert. Zudem wurden neun Filialen der Travag GmbH (ehem. Kittner Gruppe) in Schleswig-Holstein mit den Marken VW, VW-Nutzfahrzeuge, Audi, Škoda und Porsche übernommen. 2014 wurden bei weiteren Mercedes-Benz-Betrieben in Hessen die Mehrheitsanteile von Senger übernommen und im folgenden Jahr acht weitere Standorte der Rosier-Gruppe in Niedersachsen. 2017 und 2018 erfolgten weitere Übernahmen in Münster und Bielefeld.
2019 übernahm die Senger Gruppe das TCB Truck Center Blumberg und drei Mercedes-Benz-Betriebe der Bollmeyer GmbH & Co. KG in Bünde, Herford und Bad Oeynhausen. Die Beteiligungen an den elf Betrieben der Senger-Kraft Gruppe in Ostdeutschland wurden 2019 veräußert an andere MB-Händler in den jewiigen Regionen.
Zum Jahresbeginn 2020 übernahm die Senger Gruppe die sieben Betriebe des Mercedes-Benz-Händlers Ostendorf GmbH in Ahlen, Beckum, Hamm, Lippstadt, Rheda-Wiedenbrück, Rietberg und Soest und verstärkte damit ihre Präsenz im Münsterland.
Am 10. April 2020 erlag der Geschäftsführende Gesellschafter und Inhaber Andreas Senger im Alter von 65 Jahren den Folgen einer COVID-19-Infektion.
Mitte 2020 nahm die Unternehmensgruppe Senger erstmals die Marke Seat und Cupra in das Leistungsportfolio. Die erste Filiale befindet sich in Bad Schwartau.

## Allgemeines
Senger betreibt 51 Betriebe an 40 Standorten und verkauft jährlich 42.773 Fahrzeuge (21.006 Neuwagen, 21.767 Gebrauchtwagen). (Stand März 2020)
Die drei Firmen
- Senger Management GmbH
- Senger Neo GmbH
- Senger Fleet GmbH

arbeiten konzernübergreifend und gehören jeweils zu 51 % zu Ulrich Senger und zu 49 % zu Egon Senger.
Die Senger Management GmbH erbringt kaufmännische Dienstleistungen für alle Beteiligungsgesellschaften und erstellt die Lohnabrechnungen für alle Mitarbeiter. An zwei Standorten (Rheine + Oldenburg) werden auch Fahrräder, eBikes und eScooter verkauft. Senger baut auch eigene Kühltransporter, insbesondere auf Basis von Mercedes-Benz und Volkswagen, aber auch mit Fahrzeugen anderer Hersteller. Hierzu gibt es drei Werksvertretungen der Kühlaggregate-Hersteller Carrier (Rheine + Rheda-Wiedenbrück) und ThermoKing (Oldenburg).
Außerdem führt die Unternehmensgruppe Senger ihre Eigenmarken (Senger Kühltransporter, Senger Parts, Senger Starlack und Senger Fleet) in den Geschäftsbereichen Spezialfahrzeuge, Teiledienst, Lackier- und Karosseriezentren sowie Flottenmanagement.

## Konzernstruktur
Die Unternehmensgruppe Senger unterhält Tochterunternehmen (Stand: 31. Dezember 2020):
- Egon Senger Group SE
  - Egon Senger Holding SE (100 %)
    - Egon Senger GmbH (100 %)
    - Senger Dortmund GmbH (100 %)
    - Senger Ostwestfalen GmbH & Co. KG (100 %)
    - Senger Ostwestfalen GmbH (100 %)
    - Senger Südwestfalen GmbH (100 %)
    - Senger GmbH & Co. KG (100 %)
    - Senger Starlack GmbH (100 %)
    - DAF Berlin GmbH (74,01 %)
    - Senger Management GmbH (49 %)
    - Senger Fleet GmbH (49 %)
    - Senger Retail GmbH (49 %)
    - Kraftfahrzeug- und Zubehör-Handelsgesellschaft mbH (100 %)
    - Senger Mobility GmbH (100 %)
    - Andreas Senger Immobilien GmbH (100 %)
    - Galipot Grundstücksverwaltungs GmbH & Co. KG (100 %)

- Ulrich Senger Group SE
  - Ulrich Senger Holding GmbH (100 %)
    - Ulrich Senger GmbH (100 %)
    - Senger Münster GmbH (100 %)
    - Senger AZ Münster GmbH (100 %)
    - Senger Holstein GmbH (100 %)
    - Senger Nutzfahrzeuge GmbH (100 %)
    - Senger Automobile GmbH (100 %)
    - Senger PZ GmbH (100 %)
    - Senger Management GmbH (51 %)
    - Senger Fleet GmbH (51 %)
    - Senger Retail GmbH (51 %)